# 李惜児
李 惜児（り せきじ、生没年不詳）は、明の景泰帝の寵妃。

## 経歴
北京の娼妓であった。景泰年間、鐘鼓司官の陳義と教坊司左司楽の晋栄の薦めで後宮に入り、寵愛を受けた。弟の李安は正六品錦衣衛百戸に任じられ、財帛と不動産を賞賜された。
景泰8年（1457年）の奪門の変によって景泰帝が廃され（ほどなく急死）、英宗が重祚すると、李安は配流され、陳義と晋栄は殺された。李惜児は追放され、以後の動静は不明である。

## 伝記資料
- 『明史』
- 『明英宗実録』

| スタブアイコン | サブスタブ | この項目は、まだ閲覧者の調べものの参照としては役立たない、人物に関連した書きかけの項目です。この項目を加筆・訂正などしてくださる協力者を求めています（P:人物伝/PJ:人物伝）。 |